# Жељко
Жељко је јужнословенско мушко име.

## Познати
- Жељко Бебек (рођен 1945), босанскохерцеговачки и југословенски рок музичар
- Жељко Петровић (рођен 1965), бивши југословенски фудбалер
- Жељко Обрадовић (рођен 1960), српски кошаркашки тренер и бивши кошаркаш
- Жељко Томановић (рођен 1966), српски биолог
- Жељко Јоксимовић (рођен 1972), српски музичар и композитор
- Жељко Фајфрић (рођен 1957), српски адвокат
- Жељко Ражнатовић (1952—2000), српски политичар, паравојни командант и спортски радник
- Жељко Танасковић (рођен 1967), бивши српски одбојкаш и тренер
- Жељко Шљиванчанин (рођен 1967), црногорски је физичар и академик
- Жељко Сенечић (1933—2018), југословенски и хрватски сценограф, сценариста и редитељ
- Жељко Калуђеровић (рођен 1964), бивши југословенски фудбалер
- Жељко Еркић (рођен 1981), српски глумац
- Жељко Митровић (рођен 1967),српски предузетник и музичар
- Жељко Франуловић (рођен 1947), бивши југословенски тенисер и тениски тренер
- Жељко Комшић (рођен 1964), босанскохерцеговачки политичар
- Жељко Ребрача (рођен 1972), бивши југословенски и српски кошаркаш
- Жељко Пољак (рођен 1959), бивши југословенски и хрватски кошаркаш
- Жељко Касап (рођен 1968), српски глумац
- Жељко Стјепановић (рођен 1966), српски је филмски и позоришни глумац
- Жељко Лукајић (рођен 1968), српски кошаркашки тренер
- Жељко Димитров (рођен 1994), генерал-потпуковник Војске Републике Српске у пензији
- Жељко Иванек (рођен 1957) америчко-словеначки глумац
- Жељко Чајковски (1925—2016), југословенски фудбалер